# .kn
.kn è il dominio di primo livello nazionale assegnato a Saint Kitts e Nevis.
È amministrato dall'Università di Porto Rico.